# Route nationale 128
Pour les articles homonymes, voir Route 128.
La route nationale 128, ou RN 128, est une ancienne route nationale française reliant Montauban à Aubiet.
À la suite de la réforme de 1972, la RN 128 a été déclassée en RD 928.

## Histoire
En 1824, la route royale 128 est définie « de Montauban à Auch ». Elle succède à la route impériale 148, créée par un décret du 16 décembre 1811.

## Tracé
Les communes traversées étaient :
- Montauban (km 0) ;
- Verlhaguet, communes de Montauban et de Lacourt-Saint-Pierre (km 5) ;
- Caussé, commune de Lacourt-Saint-Pierre (km 7) ;
- Montech (km 10) ;
- La Vitarelle, commune de Montech (km 11) ;
- Bourret (km 16) ;
- Larrazet (km 24) ;
- Beaumont-de-Lomagne (km 33) ;
- Gimat (km 38) ;
- Solomiac (km 45) ;
- Mauvezin (km 54) ;
- Blanquefort (km 62) ;
- Aubiet (km 65), où elle rejoignait la RN 124.